# جوستينا براكا
جوستينا براكا مواليد 26 مايو 1979، هي لاعبة كرة يد أنغولية معتزلة. مثلت منتخب أنغولا لكرة اليد للسيدات. شاركت في دورة الألعاب الأولمبية الصيفية سنة 1996.

## سجل المنافسة
شاركت في البطولات التالية:
- الألعاب الأولمبية الصيفية 2000
- الألعاب الأولمبية الصيفية 1996

## روابط خارجية
- جوستينا براكا على موقع الاتحاد الأوروبي لكرة اليد (الإنجليزية)
- جوستينا براكا على موقع اللجنة الأولمبية الدولية (الإنجليزية)
- جوستينا براكا على موقع أوليمبيديا (الإنجليزية)